# Doble assassinat
Doble assassinat (títol original: Kill Me Again) és una pel·lícula estatunidenca dirigida per John Dahl i estrenada l'any 1989. Ha estat doblada al català.

## Argument
Jack Andrews, un jove detectiu privat deprimit per la mort de la seva dona, és contactat per Fay Forrester, jove pistolera, que acaba de desfer-se del seu còmplice emportant-se el botí. Després d'haver explicat una història per fer plorar l'home més dur (la persegueix la màfia i un promès psicòpata), demana a Jack fer-la desaparèixer.

## Repartiment
- Val Kilmer: Jack Andrews
- Michael Madsen: Vince Miller
- Joanne Whalley: Fay Forrester
- Jon Gries: Alan Swayzie

## Premis
Aquest film ha rebut el Gran premi del Festival del film policíac de Cognac el 1990.